# Siedmiozgłoskowiec jambiczny
Siedmiozgłoskowiec jambiczny (trójstopowiec jambiczny hiperkatalektyczny) – format wiersza sylabotonicznego, w którym akcenty padają na sylaby parzyste (sSsSsSs). Jest jedną z dwóch, obok anapestycznej (ssSssSs), możliwości sylabotonizacji odcinka siedmiozgłoskowego. Siedmiozgłoskowiec jambiczny może samodzielnie budować długie serie wersów, albo może występować w przeplocie z innymi formatami, na przykład dziewięciozgłoskowcem jambicznym:
Dałam ci moc nad sercem ludzi, —
Moc, której próżno przeczą,
Gdyż ona łzy i zachwyt budzi,
Wstrząsając pierś człowieczą.

Piękności czar — ten nie przeminie,
On wieczną jest potrzebą;
I ludzki duch wciąż za nim płynie,
W błękitne patrząc niebo.
(Adam Asnyk, Dałam ci moc)

W przypadku zastosowania rymu męskiego wers ulega skróceniu o jedną sylabę:
Już zaszedł nad doliną
Złocisty słońca krąg;
Ciche odgłosy płyną
Z zielonych pól i łąk.

Dalekie ludzi głosy,
Daleki słychać śpiew,
I cichy szelest rosy
Po drżących liściach drzew.
(Adam Asnyk, Letni wieczór)

Jambiczny siedmiozgłoskowiec może występować również w kombinacji z męskim czterozgłoskowcem. Taka sytuacja ma miejsce między innymi w przekładach wiersza „Eldorado” Edgara Allana Poego i w poniższym utworze:
Choć pól i łąk
Odmładzasz krąg,
Roznosząc woń miłosną,
Nie wrócisz mi
Młodości dni,
O czarodziejko, wiosno!

Nie wskrzesisz złud,
Pojących wprzód
Zachwytem serce moje:
Nie dla mnie już
Rumieńce róż
I świeżych uczuć zdroje!
(Adam Asnyk, Choć pól i łąk)

Podwojenie schematu siedmiozgłoskowca jambicznego daje czternastozgłoskowiec jambiczny.